# Ohalo II
Koordinaten: 32° 43′ 19,5″ N, 35° 34′ 19,7″ O
Ohalo II ist eine frühe epi-paläolithische Fundstelle in Israel. Dabei handelte es sich um eine Siedlung, deren Alter sich auf etwa 18.500 bis 20.500 Jahre bestimmen ließ. Die Fundstelle liegt am Ufer des Sees Genezareth und wurde offenbar kurz nach ihrer Auflassung überflutet, was zu einer ausgezeichneten Erhaltung organischer Reste führte.

## Alter
Die Fundstelle datiert mit 14C  auf cal. 20.500 bis 18.500 BP, das entspricht 18.550 bis 16.550 v. Chr., also in das letzte glaziale Maximum.

## Beschaffenheit

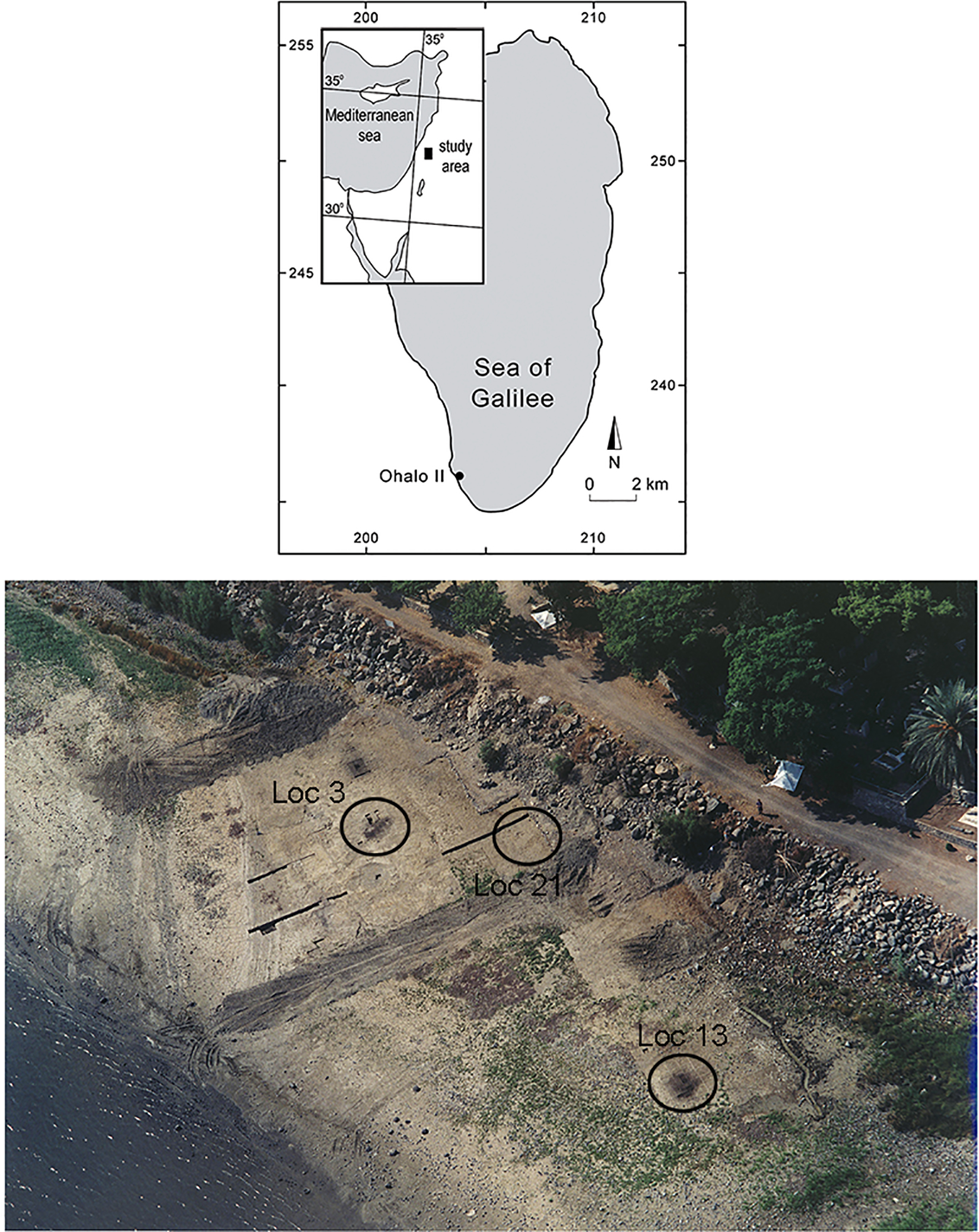
Lage der Ausgrabungsstätte 2019

Die Siedlung, die ganzjährig bewohnt wurde, bestand aus einer Reihe von sechs ovalen Hütten aus jeweils drei dünnen Ästen, die sich als dunkle Verfärbungen abzeichneten. Der Boden der 3 bis 5 m großen Hütten war mit Gras bedeckt. Im Außenbereich lagen Feuerstellen, wo Feuersteinbearbeitung stattfand. Außerdem fand sich ein Grab sowie eine Art Müllhalde. Da die Hütten am Ende durch Feuer zerstört wurden, möglicherweise um Parasiten zu beseitigen, sind die Artefakte und Überreste ungewöhnlich gut erhalten.
Die pflanzlichen Reste zeigen das weite Spektrum von Pflanzen, die gesammelt wurden, unter anderem Wildgetreide, Eicheln und Nüsse. Ähnliches gilt für die archäozoologisch verwertbaren Überreste, von denen Hunderte bestimmt werden konnten.
1991 fand man das Grab eines Mannes, der offenbar schwer krank war und einen Arm nicht bewegen konnte. Da er lange im Dorf lebte, muss zu dieser Zeit ein erheblicher Versorgungsaufwand betrieben worden sein, da er dies offensichtlich nicht selbst bewerkstelligen konnte.

## Grabungen
Die Fundstelle wurde 1989 bei extrem niedrigem Wasserstand entdeckt und wird seitdem von einem Team der Universität Haifa ausgegraben. Ausgrabungen sind nur bei niedrigem Wasserstand (trockene Jahre) möglich. Bis 1989 lag sie ständig etwa 2 bis 3 m unter Wasser. Die Fundstelle ist etwa 1500 m² groß, davon wurden bis 1994 325 m² ausgegraben.